# Argyrophorodes anosibalis
Argyrophorodes anosibalis là một loài bướm đêm trong họ Crambidae.